# 平安镇 (镇巴县)
平安镇，是中华人民共和国陕西省汉中市镇巴县下辖的一个乡镇级行政单位。

## 行政区划
平安镇下辖以下地区：
平安村、老庄坪村、桑园坝村、两河村、蒋家岭村、陈家岭村和锅厂坪村。